# Pseudogaurotina
Pseudogaurotina — род жесткокрылых из семейства усачей.

## Описание
Голова скошенная, позади глаз заметно суженная, по бокам не угловатая. Третий и четвёртый членики усиков примерно равные по длине, пятый — более длинный. Глаза цельные, фасеточные. Челюсти неравные, не расширенные. Переднеспинка расширенная, с тупоугловатыми боками. Тазики передних лапок соприкасающиеся. Среднегрудка гладкая. Заднегрудь в передней части широкая, назад сужающаяся. Надкрылья выпуклые, блестящие, с небольшими точечными углублениями, без полосок. Голени со шпорцем, задние лапки с опушением только на первом членике, по длине равному всем остальным членикам вместе.

## Виды
В состав рода включены:
- Pseudogaurotina abdominalis (Bland, 1862); обитает на юго-востоке Канады и на северо-востоке США.
- Pseudogaurotina cressoni (Bland, 1864); обитает на юго-западе Канады, а также на западе и в центральной части США.
- Pseudogaurotina excellens (Brancsik, 1874); обитает в центральной и восточной Европе[2].
- Pseudogaurotina magnifica Plavilshchikov, 1958
- Pseudogaurotina robertae Pesarini & Sabbadini, 1997
- Pseudogaurotina splendens (Jakovlev, 1893)